# Tokyo Times Tower
La Tokyo Times Tower (東京タイムズタワー) est un gratte-ciel de 138 mètres de hauteur construit à Tokyo en 2004 dans l'arrondissement de Chiyoda-ku.
Il abrite des logements sur 40 étages.
L'architecte et le promoteur de l'immeuble est le géant japonais du BTP Kajima Corporation.